# Saarijärvi (sjö i Kouvola, Kymmenedalen)
Saarijärvi är en sjö i kommunen Kouvola i landskapet Kymmenedalen i Finland. Sjön ligger 102,4 meter över havet. Arean är 86 hektar och strandlinjen är 8,29 kilometer lång. Sjön  ingår i Kymmene älvs huvudavrinningsområde.   Den ligger omkring 81 km norr om Kotka och omkring 150 km nordöst om Helsingfors. 
I sjön finns öarna Aholansaari och Iivanansaari. Nordväst om Saarijärvi ligger Koskijärvi. 